# هيرمان ويجل
هيرمان ويجل (بالألمانية: Herman Weigel)‏ (و. 1950  م) هو كاتب سيناريو، ومنتج أفلام ألماني، ولد في مويرس.

## التعليم
تعلم في جامعة التلفاز والأفلام في ميونخ ‏
.

## وصلات خارجية
- هيرمان ويجل على موقع IMDb (الإنجليزية)
- هيرمان ويجل على موقع ألو سيني (الفرنسية)
- هيرمان ويجل على موقع أول موفي (الإنجليزية)
- هيرمان ويجل على موقع قاعدة بيانات الأفلام السويدية (السويدية)
- هيرمان ويجل على موقع قاعدة بيانات الفيلم (الإنجليزية)
- هيرمان ويجل على موقع كينوبويسك (الروسية)